# Erzbistum Karatschi
Das Erzbistum Karatschi (lat.: Archidioecesis Karachiensis) ist eine in Pakistan gelegene römisch-katholische Erzdiözese mit Sitz in Karatschi.

## Geschichte
Das Bistum Karatschi wurde durch Papst Pius XII. 1948 gegründet und dem Metropolitanbistum Bombay unterstellt. Erster Bischof war James Cornelius van Miltenburg OFM. Bereits zwei Jahre später erfolgte die Erhebung zu einem Erzbistum. 1958 wurde aus dem Erzbistum Karatschi heraus das Suffraganbistum Hyderabad errichtet. 2001 entstand aus beiden Bistümern die Apostolische Präfektur Quetta.

## Ordinarien
- James Cornelius van Miltenburg OFM, 1948–1958, ab 1958 Erzbischof von Hyderabad
- Joseph Kardinal Cordeiro, 1958–1994
- Simeon Anthony Pereira, 1994–2002
- Evarist Pinto, 2002–2012
- Joseph Kardinal Coutts, 2012–2021
- Benny Mario Travas, seit 2021

## Weblinks

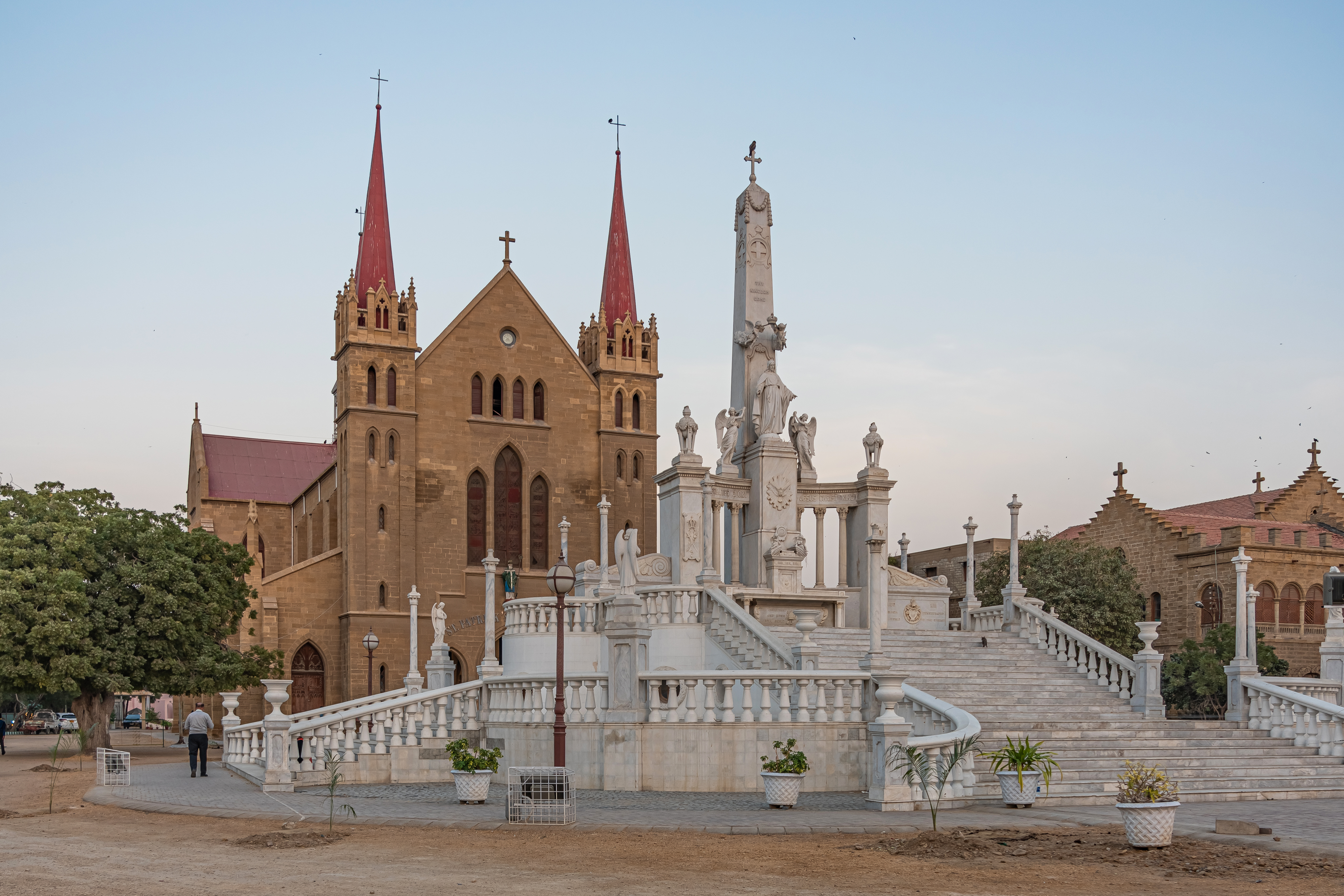
Römisch-katholische Sankt-Patricks-Kathedrale in Karatschi